# Roquebrune-Cap-Martin
 Roquebrune-Cap-Martin  (en occitano Ròcabruna) es una población y comuna francesa (municipio), en la región de Provenza-Alpes-Costa Azul, departamento de Alpes Marítimos, en el distrito de Niza y cantón de Menton-Ouest, en el sureste de Francia entre Mónaco y Menton. El nombre de Roquebrune fue cambiado en 1921 para diferenciarlo de la comuna de Roquebrune-sur-Argens en el departamento de Var.

## Geografía Física
El territorio del municipio de Roquebrune se extiende a lo largo de la costa entre el límite con el Principado de Mónaco y el arroyo Gorbio, que desciende del municipio del mismo nombre. En el centro se adentra en el mar con Capo Martino, que según las convenciones puede verse como el extremo occidental de la región geográfica italiana.

## Historia
En la época prerromana, la zona fue colonizada por los ligures. Todavía se pueden encontrar rastros de su idioma en el dialecto local. La comuna (originalmente conocida como Roccabruna) fue fundada en 971 por Conrad I, conde de Ventimiglia, para proteger su frontera occidental.
En 1355, Roccabruna cayó bajo el control de la familia Grimaldi de Mónaco durante cinco siglos, tiempo durante el cual se reforzó el castillo.
En 1793, Roquebrune se convirtió en francés por primera vez, cambiando el nombre del Roccabruna original, pero fue devuelto a Mónaco en 1814. En 1804 Napoleón construyó una carretera a lo largo de la costa. Esta carretera conectaba el pueblo con el resto de la Costa Azul y finalmente condujo a su fusión con la ciudad más pequeña de Cap-Martin.
En 1848, hubo una revolución relacionada con el Risorgimento italiano, con el resultado de que Roccabruna y Menton se convirtieron en ciudades libres bajo la protección del Príncipe de Saboya. Esperaban ser parte del Reino de Cerdeña, pero esto no sucedió, y las ciudades después de dos años de independencia fueron puestas bajo la administración de Saboya (pero nominalmente todavía bajo el Príncipe de Mónaco). Permanecieron en un estado de limbo político desde 1849 hasta que finalmente fueron cedidos a Francia por un plebiscito en 1861.

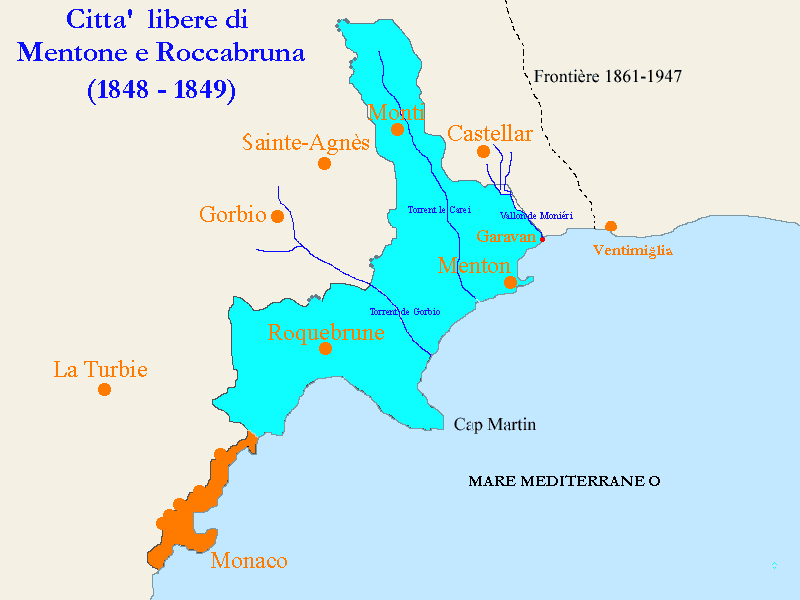
Mapa de los territorios de las "Ciudades Libre de Mentone & Roccabruna" en 1848

Giuseppe Garibaldi, que promovió la unión del condado de Niza a Italia, se quejó de que el plebiscito no se hizo con "voto universal" y, en consecuencia, Roccabruna fue reclamada por irredentistas italianos.
Como consecuencia de estos ideales de irredentismo, durante la Segunda Guerra Mundial toda la zona costera entre Italia y Montecarlo fue ocupada y administrada por el Reino de Italia hasta septiembre de 1943.
El área se puso de moda en las décadas de 1920 y 1930, lo que llevó a la construcción de varios edificios notables, como La Pausa en Cap Martin de Coco Chanel, y E-1027 de Eileen Gray y Jean Badovici.

## Demografía
| 6529 | 8345 | 10 996 | 12 450 | 12 376 | 11 692 |
| Para los censos de 1962 a 1999 la población legal corresponde a la población sin duplicidades (Fuente: INSEE [Consultar]) |      |        |        |        |        |

## Deportes
En la localidad se encuentra el Monte Carlo Country Club, sede del Masters de Montecarlo.

## Galería

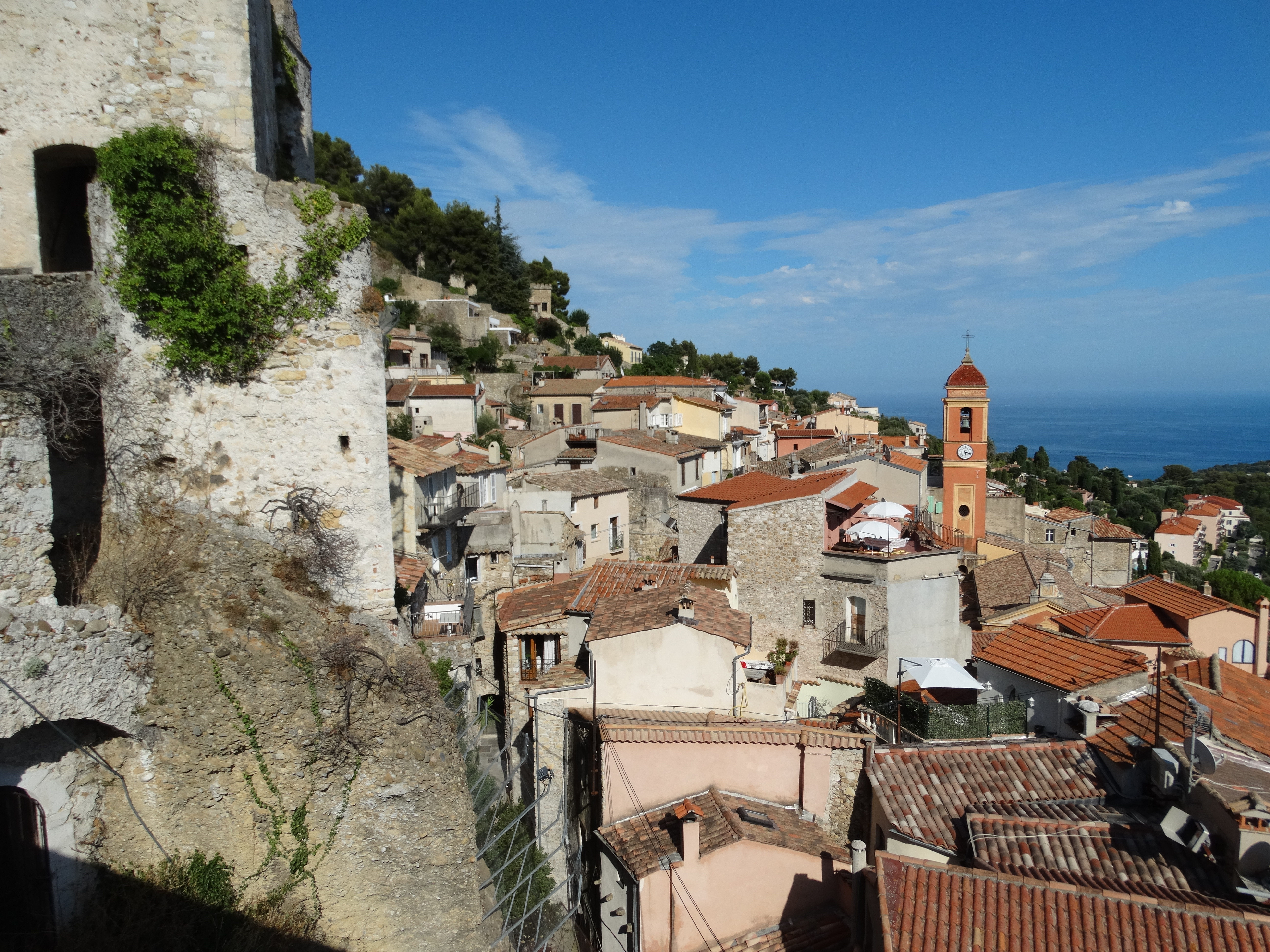
Vista desde el castillo de Roquebrune
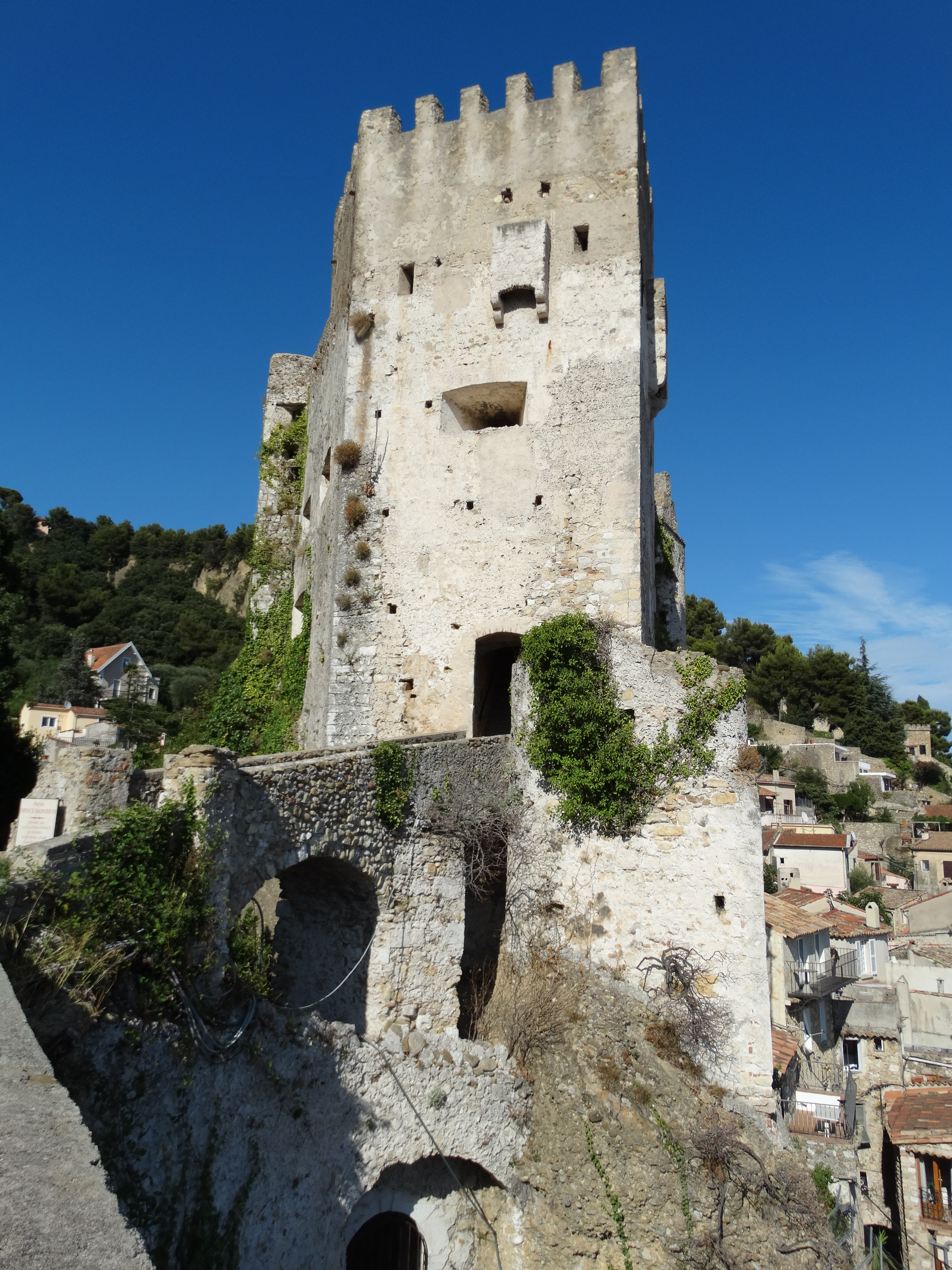
La torre principal del castillo
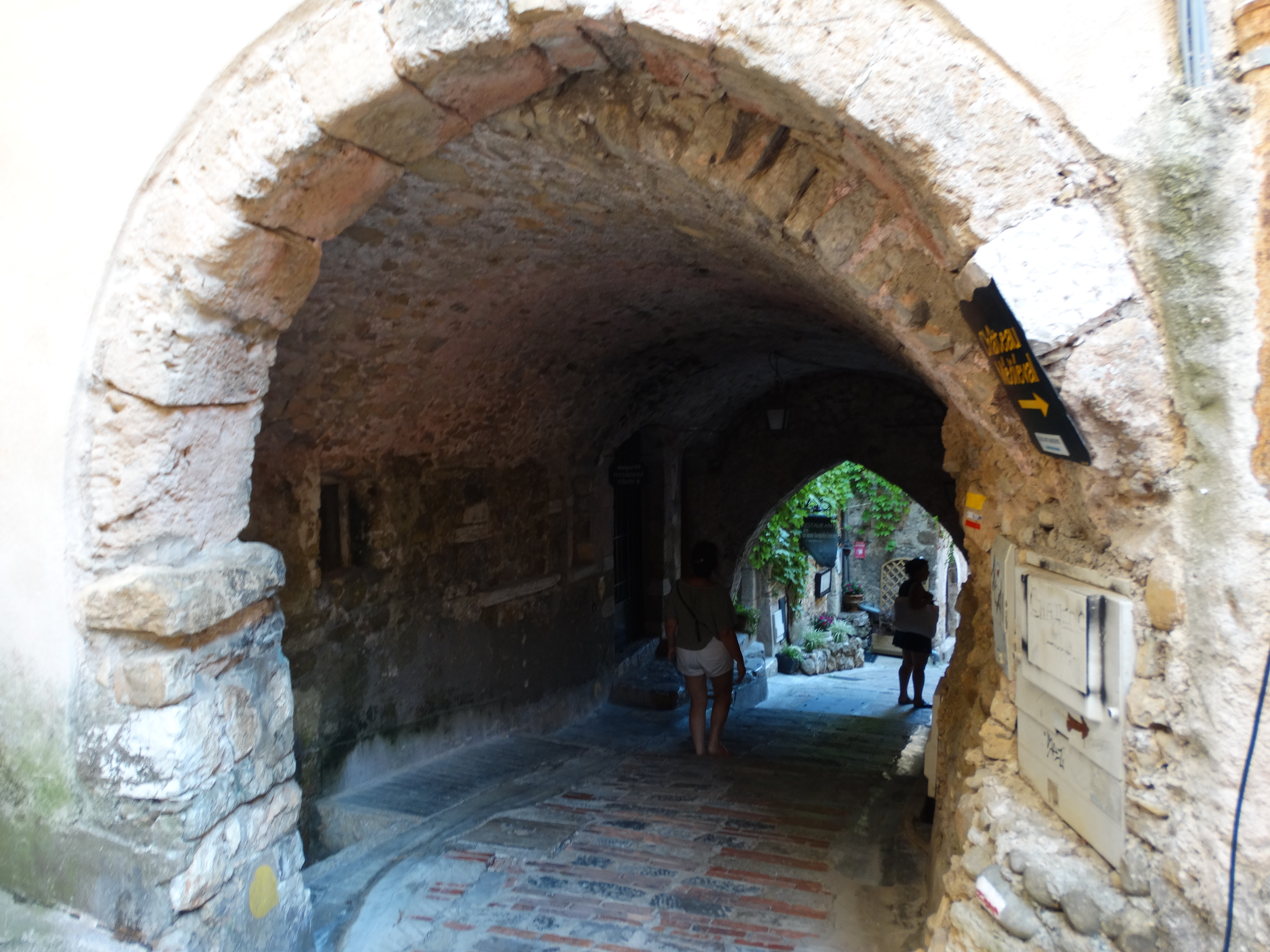
Túnel antiguo en Roquebrune
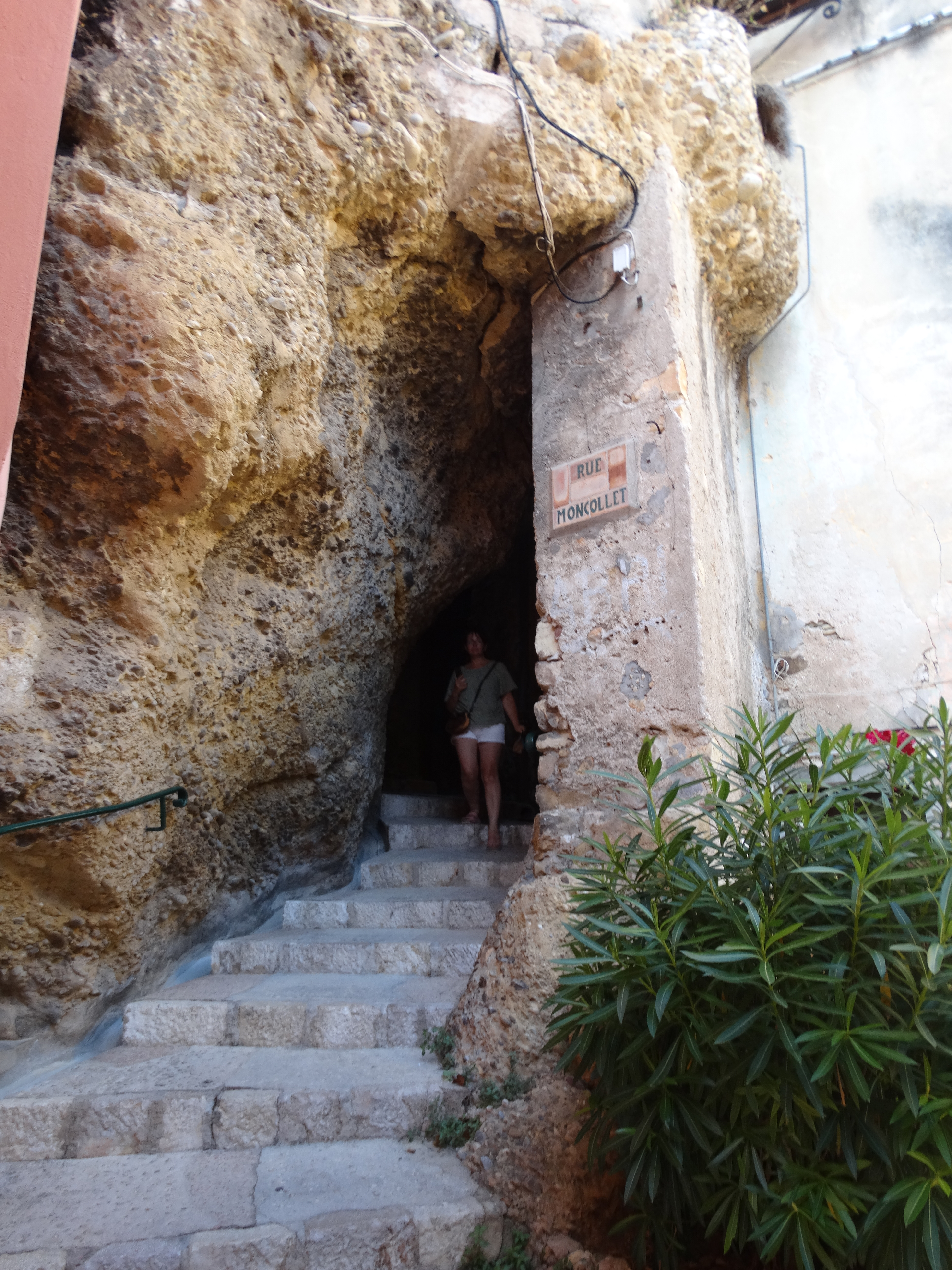
La calle-cueva en Roquebrune
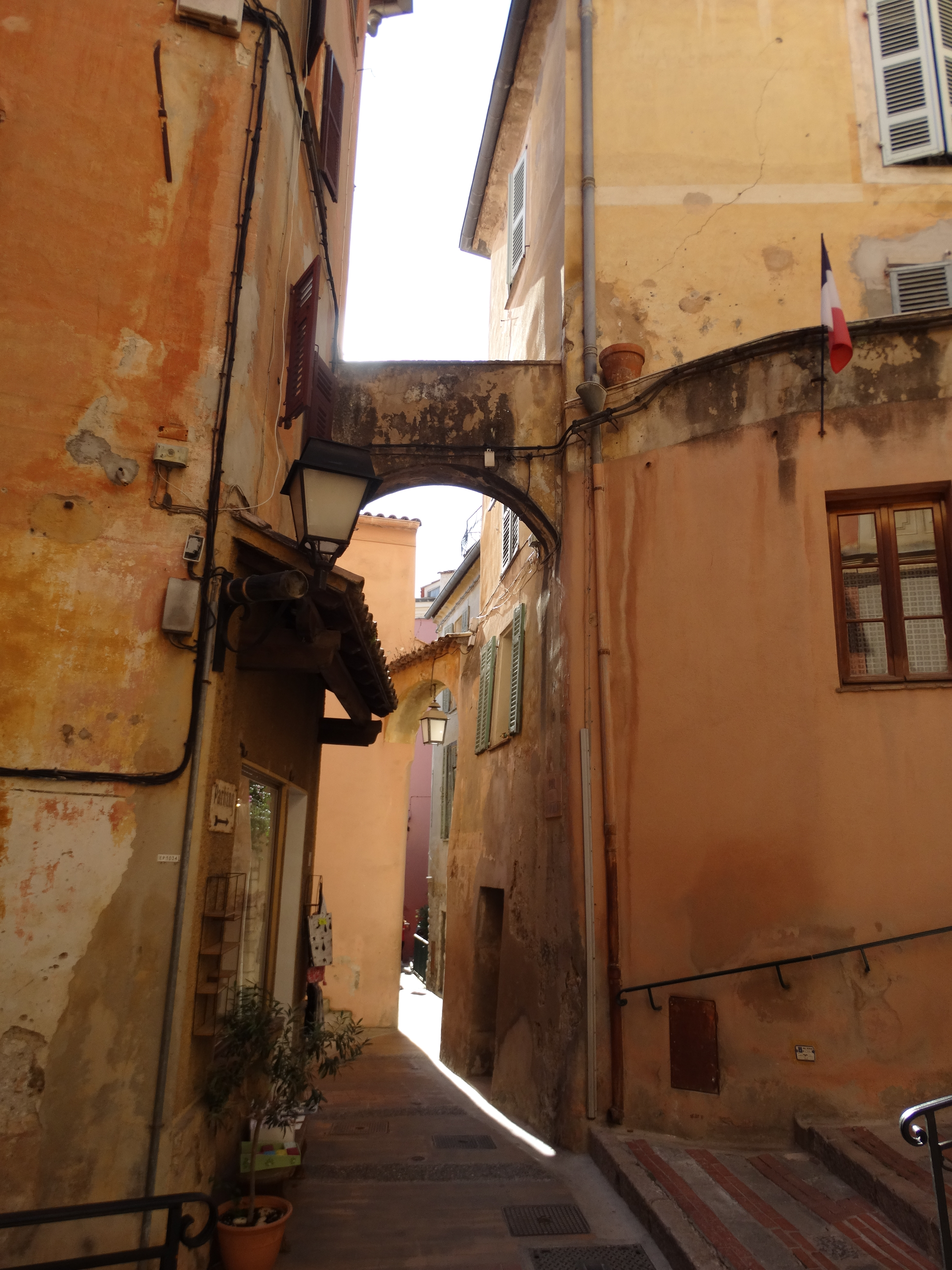
La vista típica de la calle.
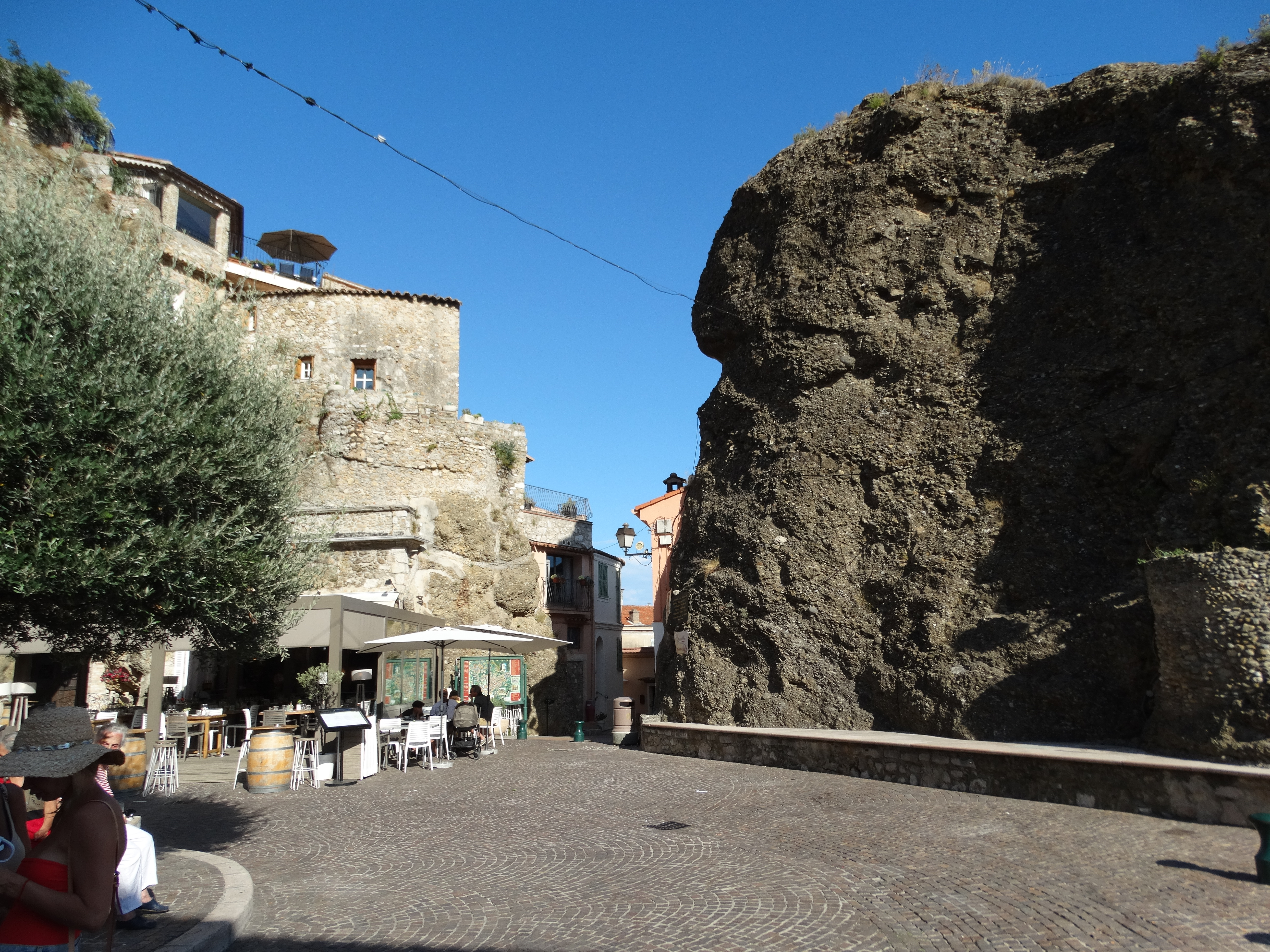
En el centro de Roquebrune
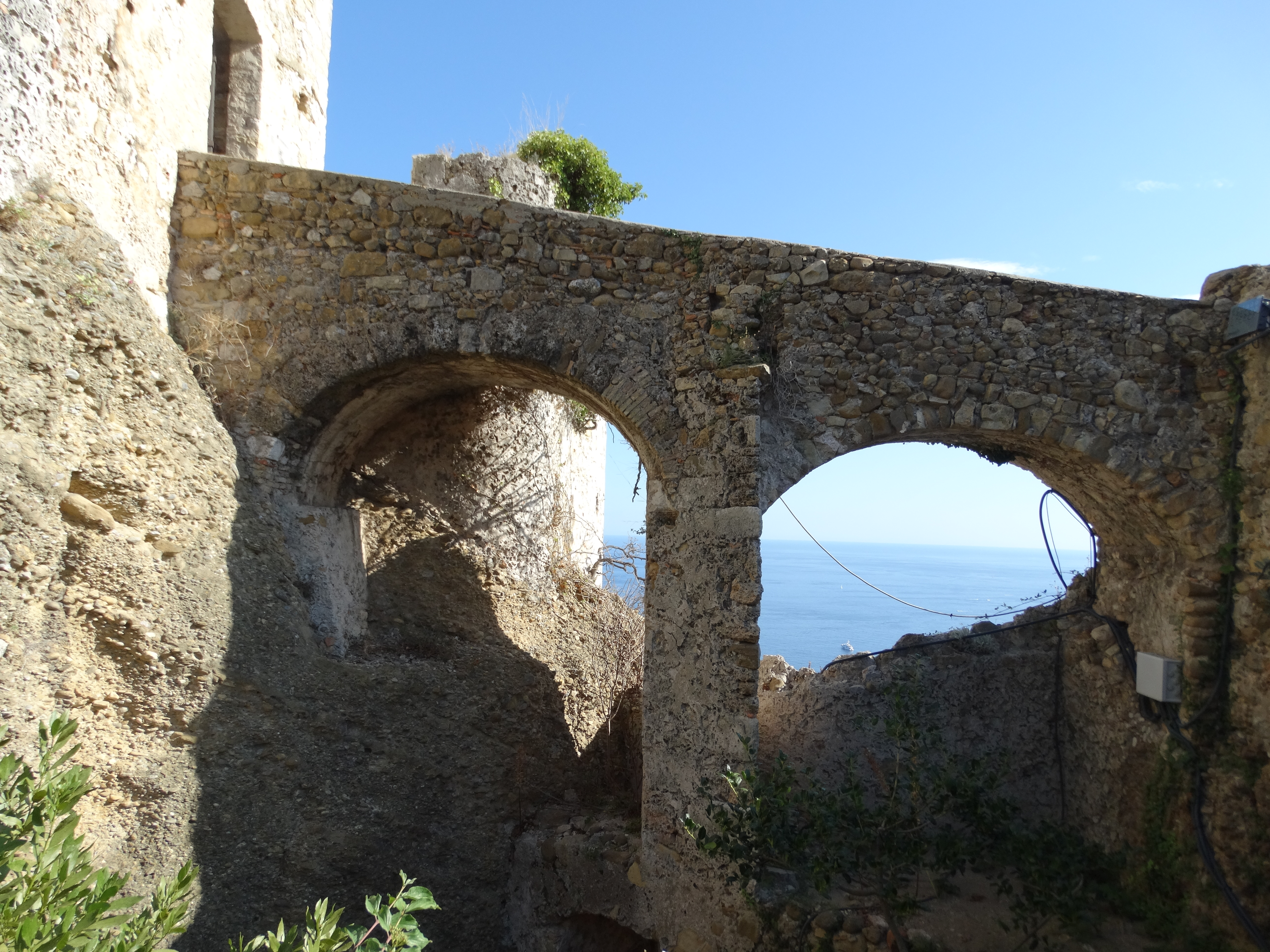
Puente al castillo